# Caveat emptor

Caveat emptor est une expression latine signifiant littéralement « que l'acheteur soit vigilant ». Elle est employée en droit pour signifier que, pour pouvoir bénéficier d'une garantie, d'un remboursement ou d'un dédommagement, l'acheteur d'une marchandise ou d'un service doit lui-même apporter la preuve que le vendeur a commis une fraude. Le bien acheté est réputé a priori sans défaut au moment de l'achat, et si a posteriori il se révèle défectueux, la responsabilité de l'acheteur, qui aurait dû procéder à des contrôles, peut être invoquée dans le règlement du litige. L'expression n'est donc pas tout à fait équivalente à « sans garantie » mais désigne une modalité de la mise en œuvre d'une garantie, modalité qui protège les intermédiaires entre fabricants et utilisateurs et a tendance à être affaiblie par le droit des consommateurs.
Dans certaines juridictions, l'acheteur n'avait aucune garantie sur la qualité des produits. La notion de dol ne fut introduite en droit romain que par un ami de Cicéron, qui mentionne le fait dans Des Devoirs. Au XXIe siècle, les lois de plusieurs[Lesquels ?] pays occidentaux exigent que le produit respecte ce pour quoi il est vendu. Cependant, cette garantie implicite peut être difficile à faire respecter[pourquoi ?], sans compter qu'elle ne s'applique pas à tous les biens. En conséquence, les acheteurs doivent se montrer vigilants.
En plus de la qualité, cette expression s'applique à la politique de retour des marchandises. Dans la plupart[Lesquels ?] des pays, il n'y a pas de contraintes légales qui obligent le vendeur à rembourser ou à échanger. Cependant, certains vendeurs offrent un avoir à la place du remboursement. Dans le cas de logiciels, de films et d'autres produits venant avec un droit d'auteur, plusieurs [Lesquels ?]vendeurs feront un échange pour un produit ayant le même titre. La plupart[Lesquels ?] des magasins exigent un reçu et imposent un délai pour profiter de l'échange ou de l'avoir.

## Application par État

### États decommon law
En common law, ce principe est particulièrement important dans les contrats de vente car, contrairement au droit romano-germanique (Belgique, Pays-Bas, Allemagne, France…), il n'existe pas de système de lésion et la protection du vendeur ainsi que de l'acheteur est faible.

### En droit québécois
Bien que le principe « caveat emptor » ne soit pas formulé de manière expresse dans la loi, l'article 1714 du Code civil du Québec viserait néanmoins à rappeler ce principe, selon l'interprétation faite par le juge Benoît Morin dans l'arrêt de principe Federated Insurance c. Galp de la Cour d'appel du Québec. Cette règle de droit civil affirme que, dans une vente du bien d'autrui, lorsque le bien d'autrui n'a pas été acheté dans le cours normal des activités de l'entreprise, le véritable propriétaire ne devrait pas être tenu de verser à l'acheteur de bonne foi le prix qu'il a déboursé pour le bien en litige.

## Dans la culture populaire
- Dans le documentaire Ladies and Gentlemen, Mr. Leonard Cohen (Office national du film du Canada, 1965), Leonard Cohen inscrit cette devise sur le mur de la salle de bain d'une chambre d'hôtel.
- Dans la série télévisée Star Trek : La Nouvelle Génération, Data rapporte que Caveat emptor est considéré comme une devise Férengi.
- Dans le roman Ubik, Pat a cette devise tatouée sur l'avant-bras droit.
- Dans le roman Days, de James Lovegrove, l'expression est rapportée comme étant employée par Septimus Day, créateur du plus grand gigastore du monde.
- Dans le roman Bazaar, de Stephen King, cette devise est inscrite sur le chariot de Gaunt.
- Dans Les Oiseaux d'Alfred Hitchcock (1963), Rod Taylor emploie cette expression (à la trente-deuxième minute) et explique à sa mère (Suzanne Pleshette) qu'elle aurait dû se méfier avant d'acheter des graines pour ses poules.
- Dans Autant en emporte le vent, Rhett Butler conseille à Scarlett O'Hara de rebaptiser son magasin « Caveat emporium », d'après l'expression « Caveat emptor » et le terme également d'origine latine « emporium » (du grec ἐμπόριον, emporion, i.e. magasin, entrepôt). Ce jeu de mots railleur insinue que Scarlett n'est pas une marchande digne de confiance.